# Mrgashat
Mrgashat är en ort i Armenien.   Den ligger i provinsen Armavir, i den västra delen av landet, 40 kilometer väster om huvudstaden Jerevan. Mrgashat ligger 853 meter över havet och antalet invånare är 4 961.
Terrängen runt Mrgashat är platt. Runt Mrgashat är det ganska tätbefolkat, med 248 invånare per kvadratkilometer.. Närmaste större samhälle är Armavir, 4,1 kilometer nordväst om Mrgashat.
Trakten runt Mrgashat består till största delen av jordbruksmark.